# Гела Думбадзе
Ге́ла Думба́дзе  (груз. გელა დუმბაძე) (12 червня 1965, Тбілісі) — грузинський політик, дипломат. Надзвичайний і Повноважний посол Грузії в Україні (2017—2019).

## Життєпис
Народився 12 червня 1965 року в Тбілісі. Навчався в 55-ій середній школі. У 1989 році закінчив Тбіліський державний університет імені Іване Джавахішвілі, факультет філології з відзнакою. Навчався в Дипломатичній академії Грузії (1999—2001).
У 1987—1989 рр. — засновник і голова молодіжного об'єднання із захисту пам'яток.
У 1989—1996 рр. — засновник і директор дитячого естетично-освітнього училища.
У 1998—1999 рр. — працював першим секретарем в Департаменті інформації та зв'язків з громадськістю при Міністерстві закордонних справ Грузії.
У 1999—2000 рр. — був завідувачем прес-центру.
У 2000—2001 рр. — переведений на посаду заступника директора Департаменту іноземної політичної інформації і зв'язків з громадськістю при Міністерстві закордонних справ Грузії.
У 2001—2005 рр. — був радником в посольстві Грузії в Азербайджані.
У 2005—2007 рр. — начальник Управління культурної спадщини та зв'язку з діаспорою при Міністерстві закордонних справ Грузії.
У 2007—2009 рр. — радник посольства Грузії в Росії.
У 2009—2013 рр. — радник посольства Грузії в Україні.
У 2013—2014 рр. — виконувач обов'язків посла в Узбекистані і Таджикистані.
З 2 червня 2014 по 22 липня 2014 рр. — був заступником Державного міністра Грузії з питань діаспори.
З 26 липня 2014 року — Державний міністр Грузії з питань діаспори.
У 2014—2016 рр. — голова комісії з передачі Грузії маєтку Левіль, придбаного у Франції урядом першої Грузинської Демократичної Республіки. 23 вересня 2016 року державний міністр підписав акт про повернення Грузії маєтку Левіль.
З 15 червня 2017 року — Надзвичайний і Повноважний Посол Грузії в Україні.
29 червня 2017 року — вручив копії вірчих грамот Заступнику міністра закордонних справ України з питань євроінтеграції Олені Зеркаль.
08 вересня 2017 року — вручив вірчі грамоти Президенту України Петру Порошенку.
01 липня 2019 року за розпорядженням Президента Грузії Саломе Зурабішвілі, Надзвичайного і Повноважного Посла Грузії в Україні Ґелу Думбадзе було відкликано.
З 1 липня 2019 року — посол з особливих доручень Міністерства закордонних справ Грузії.

## Переклади українською
- Гела Думбадзе. Я — бігун!. — К. : КМ-Букс, 2018. — 168 с. — ISBN 978-966-948-078-1.